# NGC 4647
NGC 4647 (również PGC 42816 lub UGC 7896) – galaktyka spiralna z poprzeczką (SBc), znajdująca się w odległości 63 milionów lat świetlnych w gwiazdozbiorze Panny. Została odkryta 15 marca 1784 roku przez Williama Herschela. Galaktyka ta należy do Gromady galaktyk w Pannie.
NGC 4647 wraz z galaktyką Messier 60 została skatalogowana w Atlasie Osobliwych Galaktyk jako Arp 116. NGC 4647 jest o około 30% mniejsza od M60 i mniej masywna, jej wielkość jest porównywalna z rozmiarem Drogi Mlecznej. Znajduje się też ona dalej od większej Messier 60.
W galaktyce NGC 4647 zaobserwowano supernową SN 1979A.